# Данијел Мон Труит
Данијел Мон Труит (енгл. Danielle Moné Truitt; Сакраменто, Калифорнија, 2. март 1981) је америчка филмска и телевизијска глумица. Широј јавности је позната по улози нареднице Ајане Бел у НБЦ-овој криминалистичкој серији Ред и закон: Организовани криминал.